# Deaf to Our Prayers
Deaf To Our Prayers — четвертий студійний альбом німецького метал-гурту Heaven Shall Burn. До назви альбому група була надихнена віршем німецького поета Генріха Гейне «Сілезькі ткачі». Альбом було випущено 28 серпня 2006 року через лейбл Century Media. На цьому альбомі Маркус Бішофф вживає більш глибокий стиль своїх вокалів, більше подібних до дез-металу. Група зняла відео до пісні «Counterweight». На бонусному DVD знаходиться відео до пісні «The Weapon They Fear» з попереднього альбому Antigone.

## Список композицій
| #     | Назва                                  | Тривалість |
| ----- | -------------------------------------- | ---------- |
| 1.    | «Counterweight»                        | 4:20       |
| 2.    | «Trespassing the Shores of Your World» | 5:18       |
| 3.    | «Profane Believers»                    | 3:36       |
| 4.    | «Stay the Course»                      | 3:56       |
| 5.    | «The Final March»                      | 4:06       |
| 6.    | «Of No Avail»                          | 4:57       |
| 7.    | «Armia»                                | 5:50       |
| 8.    | «MyBestFriends.com»                    | 4:52       |
| 9.    | «Biogenesis (Undo Creation)»           | 3:54       |
| 10.   | «Dying in Silence»                     | 4:20       |
| 11.   | «The Greatest Gift of God»             | 2:42       |
| 47:47 |                                        |            |

| Японський бонус-трек | Японський бонус-трек                | Японський бонус-трек |
| #                    | Назва                               | Тривалість           |
| -------------------- | ----------------------------------- | -------------------- |
| 12.                  | «True Belief» (кавер Paradise Lost) | 4:34                 |
| 52:21                |                                     |                      |

| Bonus DVD | Bonus DVD                            | Bonus DVD  |
| #         | Назва                                | Тривалість |
| --------- | ------------------------------------ | ---------- |
| 1.        | «The Weapon They Fear» (Music Video) |            |
| 2.        | «The Weapon They Fear» (live)        |            |
| 3.        | «Behind a Wall of Silence» (live)    |            |
| 4.        | «The Only Truth» (live)              |            |
| 5.        | «No One Will Shed a Tear» (live)     |            |
| 6.        | «Voice of the Voiceless» (live)      |            |
| 7.        | «The Seventh Cross» (live)           |            |
| 8.        | «Bleeding to Death» (live)           |            |
| 9.        | «To Harvest the Storm» (live)        |            |
| 10.       | «Unleash Enlightment» (live)         |            |